# كلارك روبنسون غريغز
كلارك روبنسون غريغز هو سياسي أمريكي، ولد في 6 مارس 1824، وتوفي في 7 ديسمبر 1915. انتخب عضو مجلس نواب إلينوي ‏ وانتخب عضو مجلس نواب ماساتشوستس ‏.